# アラサン・エンドール
アラサン・エンドール（Alassane N'Dour、1981年12月12日 - ）は、セネガルの元サッカー選手。元セネガル代表。ポジションはディフェンダー。

## 来歴
2001年にセネガル代表デビュー。アフリカネイションズカップ2002、2002 FIFAワールドカップにも出場した。セネガル代表で9試合に出場した。

## 代表歴

### 出場大会
- セネガル代表
  - 2002 FIFAワールドカップ

### 試合数
- 国際Aマッチ 9試合 0得点（2001年-2002年）[1]

| セネガル代表 | 国際Aマッチ | 国際Aマッチ |
| 年           | 出場        | 得点        |
| ------------ | ----------- | ----------- |
| 2001         | 5           | 0           |
| 2002         | 4           | 0           |
| 通算         | 9           | 0           |